# Misery (Album)
Misery ist das zweite Studioalbum der deutschen Thrash-Metal- und Crossover-Band Rostok Vampires. Es erschien im Jahr 1990 bei Nuclear Blast.

## Hintergrund und Veröffentlichungen
Das Album wurde im März 1990 im Masterplan Studio aufgenommen und dort im darauffolgenden August gemixt. Als Produzenten fungierten die Band selbst und Stefan Mottek. Letzterer beteiligte sich auch am Engineering. Markus Staiger, über dessen Plattenfirma das Album auf den Markt kam, war ausführender Produzent.
Misery erschien 1990 als Nr. 41 in Nuclear Blasts Katalog als Vinyl-Testpressung, LP, MC und CD. Auch SPV vertrieb die Platte. In den kommenden Jahren gab MC Records in Polen außerdem inoffizielle Kassettenfassungen heraus. Sowohl die CD als auch die MC enthalten mit U.S.A. und Don't Ask Me Why zwei zusätzliche Stücke.
U.S.A. ist auf dem Backcover der CD als vorletzter und Don't Ask Me Why als letzter Titel angegeben, auf dem Album sind sie jedoch in umgekehrter Reihenfolge zu hören. Im Booklet-Faltblatt der CD-Fassung sind die Texte dieser Lieder nicht abgedruckt. Beide Stücke und Boring Old Fart sind auf der gleichnamigen EP enthalten, die Nuclear Blast unmittelbar nach Misery publizierte.
Der Name des dritten Liedes ist im Booklet als Do You Think It Could Be Bad... angegeben.

## Titelliste
1. Misery – 3:30
2. Request – 2:33
3. Do You Think It Could Be Bad – 4:48
4. Unexpected Victims – 2:58
5. Ya Wakama Zulu Bandee – 4:30
6. Remain – 3:57
7. Afraid – 4:05
8. Animals Cage – 2:27
9. Our War – 4:00
10. Boring Old Fart – 4:40
11. Don't Ask Me Why – 1:50
12. U.S.A. – 2:17

Alle Titel waren Gemeinschaftskompositionen der Band.

## Musik und Texte
Die Musik stellt eine Kombination aus Hardcore Punk US-amerikanischer Prägung und Thrash Metal dar. Sie ist überwiegend riffbetont, es werden regelmäßig Gitarrensoli, Breaks und Tempowechsel eingearbeitet. Insbesondere Request und USA sind fast durchgehen schnell gestaltet, die längeren Stücke Ya Wakama Zulu Bandee und Do You Think It Could Be Bad beinhalten überwiegen langsame bis mittelschnelle Passagen. Letzteres ist musikalisch stark stakkatoorientiert, Remain hingegen abschnittsweise melodisch. Don't Ask Me Why stellt mit seinem konstant mittelschnellen Tempo eine Ausnahme auf dem Album dar.
Die Texte sind überwiegend gesellschaftskritisch, es werden u. a. Rassismus (Request), die Verdrängung der Ureinwohner in Sarawak (Ya Wakama Zulu Bandee), Ignoranz gegenüber realen Problemen (Animals Cage) und Machtmissbrauch durch die Justiz (Our War) kritisiert.

## Gestaltung
Die Coverzeichnung enthält das Porträt eines Mannes mit konsterniertem Gesichtsausdruck und kleinem Karnevalshut. Um ihn herum sind Spinnennetze, Flammen, eine Fledermaus mit Dämonenkopf und schemenhafte Fratzen zu sehen. Band- und Albumname sind in roten Großbuchstaben in der oberen bzw. unteren linken Bildecke abgedruckt. Die Rückseite zeigt ebenfalls ein Spinnennetz und die verschwommene Grafik eines Gesichts. Der Innenteil beinhaltet neben den Texten und Credits ein Bandfoto und das Logo der Rostok Vampires, die Silhouette einer Fledermaus vor einer Mondsichel.

## Rezeption
Thomas Kupfer vergab im Rock Hard Nr. 44 acht von zehn möglichen Punkten und lobte insbesondere die Riffs, Melodien sowie den Gesang.
Die Durchschnittsbewertung auf Discogs liegt bei 4,12 von 5 möglichen Punkten gemäß 32 Bewertungen und auf Rate Your Music bei 3,11 von 5 Punkten, berechnet aus 21 Rezensionen.